# منیک جی‌تی
منیک جی‌تی (Manic GT) خودرویی است که در سال‌های ۱۹۶۹ تا ۱۹۷۱تولید شده‌است.
طراحی آن خودروهای موتور عقب-محور عقب بوده است. سیستم جعبه‌دندهٔ آن ۵ دنده به صورت دستی است.